# KNVB Beker 1975/76
De 58e editie van de KNVB Beker kende PSV als winnaar. Het was de derde keer dat de club de beker in ontvangst nam.
In de finale werd Roda JC verslagen met 1-0, na verlenging. Ralf Edström scoorde in de eerste helft van de verlenging. PSV had de finale bereikt door overwinningen op NAC, FC Den Haag, De Graafschap en Eindhoven uit. PSV scoorde in die vier wedstrijden 22 keer en incasseerde vijf doelpunten. PSV werd ook landskampioen en wist derhalve de dubbel te winnen, voor de eerste keer in zijn bestaan.

## Eerste ronde
| Datum            | Wedstrijd                       | Uitslag                    | Scoreverloop |
| ---------------- | ------------------------------- | -------------------------- | --- |
| 6 september 1975 | SC Amersfoort – DOVO            | 2 – 2 n.v. (2 – 2) (1 – 1) | 19' Steef Oosterkamp 0-1, 45' Ronny Veltman (pen) 1-1, 64' Rini Navest 2-1, 66' Kees Hardeman 2-2 SC Amersfoort wint na strafschoppen                                                      |
| 6 september 1975 | Emmen – FC Groningen            | 2 – 1 (0 – 1)              | 16' Herman Dijkstra 0-1, 67' Henk Kruize 1-1, 68' Tinus Doek 2-1 |
| 6 september 1975 | Noordwijk – Haarlem             | 0 – 3 (0 – 1)              | 5' Cor Pot 0-1, 65' Gerrie Kleton 0-2, 69' Gerrie Kleton 0-3 |
| 6 september 1975 | Spijkenisse – FC Dordrecht      | 1 – 2 n.v. (1 – 1) (1 – 0) | 26' Cor Barendregt 1-0, 83' Peter van der Pluym (e.d.) 1-1, 118' Karel Snijders 1-2 |
| 7 september 1975 | SC Cambuur – FC VVV             | 2 – 2 n.v. (2 – 2) (1 – 1) | 32' Mikan Jovanović 0-1, 41' Roel Brinks 1-1, 48' Rein Timmermans 2-1, 74' Albert van der Weide 2-2 FC VVV wint na strafschoppen                                                           |
| 7 september 1975 | FC Den Bosch '67 – Willem II    | 0 – 0 n.v.                 | FC Den Bosch '67 wint na strafschoppen |
| 7 september 1975 | EDO – FC Vlaardingen '74        | 1 – 1 n.v. (0 – 0)         | 94' Danny Lensen 1-0, 99' Bep de Ruyter 1-1 FC Vlaardingen '74 wint na strafschoppen |
| 7 september 1975 | Fortuna SC – SC Veendam         | 3 – 5 n.v. (3 – 3) (1 – 1) | 5' Frans Roemgens 1-0, 7' Bert Wierenga 1-1, 57' Dick Hoogmoed 2-1, 71' Johan Vlietstra 2-2, 73' Johan Vlietstra 2-3, 86' Peter Prauser 3-3, 98' Johan Vlietstra 3-4, 105' Branco Aras 3-5 |
| 7 september 1975 | Heerenveen – PEC Zwolle         | 0 – 2 (0 – 1)              | 34' Yuri Banhoffer 0-1, 75' Yuri Banhoffer 0-2 |
| 7 september 1975 | Helmond Sport – Vitesse         | 3 – 1 (1 – 0)              | 41' Tiny van de Putten 1-0, 56' Dick Mulderij 1-1, 66' Louis Burhenne 2-1, 74' Louis Burhenne 3-1                                                                                          |
| 7 september 1975 | SC Heracles '74 – Helmond       | 8 – 0 (3 – 0)              | 8' Paul Kerlin 1-0, 31' Jan Dekkers 2-0, 40' Henk Schepers 3-0, 53' Henk Schepers 4-0, 64' Warry Grobben 5-0, 67' Ton van Duiven 6-0, 75' Paul Kerlin 7-0, 88' Jan Bronkers (pen) 8-0      |
| 7 september 1975 | Rood Wit Amsterdam – Wageningen | 2 – 2 n.v. (1 – 1) (1 – 1) | 8' Wim Perlee 1-0, 43' Jan Menting 1-1, 108' Peter Visser 2-1, 111' Jan Groenendijk 2-2 Wageningen wint na strafschoppen                                                                   |
| 7 september 1975 | SVV – RBC                       | 2 – 0 n.v.                 | 97' Bart Kreft 1-0, 113' Danny Molendijk 2-0 |
| 7 september 1975 | Volendam – Rheden               | 1 – 3 (1 – 1)              | 20' Coby van Minkelen 0-1, 25' Dick Bond 1-1, 76' Herman Jansen 1-2, 88' Bertie van Binsbergen 1-3                                                                                         |

## Tweede ronde
| Datum           | Wedstrijd                    | Uitslag                    | Scoreverloop |
| --------------- | ---------------------------- | -------------------------- | --- |
| 11 oktober 1975 | Go Ahead Eagles – FC VVV     | 2 – 0 (1 – 0)              | 36' Eddy Bakker 1-0, 52' Johnny Oude Wesselink 2-0 |
| 11 oktober 1975 | PSV – NAC                    | 3 – 1 (2 – 1)              | 19' Willy van der Kuijlen 1-0, 20' Addy Brouwers 1-1, 22' Willy van der Kuijlen 2-1, 50' Ralf Edström 3-1 |
| 11 oktober 1975 | Sparta – FC Amsterdam        | 1 – 2 (0 – 1)              | 36' Erwin Snijders 0-1, 62' Hans Salfischberger 1-1, 76' Erwin Snijders 1-2 |
| 12 oktober 1975 | FC Den Bosch '67 – Haarlem   | 0 – 0 n.v.                 | Haarlem wint na strafschoppen |
| 12 oktober 1975 | FC Den Haag – Emmen          | 6 – 0 (1 – 0)              | 40' Henk van Leeuwen 1-0, 62' Henk van Leeuwen 2-0, 75' Henk van Leeuwen 3-0, 80' Lex Schoenmaker (pen) 4-0, 85' Aad Mansveld 5-0, 86' Lex Schoenmaker 6-0                                                                                       |
| 12 oktober 1975 | FC Dordrecht – PEC Zwolle    | 0 – 1 (0 – 0)              | 77' Tjeerd van 't Land 0-1 |
| 12 oktober 1975 | Eindhoven – Excelsior        | 2 – 0 (1 – 0)              | 17' Cees van de Munnik (e.d.) 1-0, 84' Lambert Kreekels 2-0 |
| 12 oktober 1975 | Feyenoord – SC Veendam       | 5 – 0 (1 – 0)              | 16' Dick Schneider 1-0, 64' Arie van der Linden 2-0, 79' Martien Vreijsen 3-0, 82' Geoff Wegerle 4-0, 86' Willem van Hanegem 5-0 |
| 12 oktober 1975 | De Graafschap – Rheden       | 3 – 1 (1 – 1)              | 7' Willy Melchers 0-1, 38' Cees Storm 1-1, 72' Dick Schoenaker 2-1, 84' Dick Schoenaker 3-1 |
| 12 oktober 1975 | MVV – AZ '67                 | 0 – 1 (0 – 1)              | 37' Sem Wokke 0-1 |
| 12 oktober 1975 | N.E.C. – Ajax                | 1 – 3 (1 – 1)              | 15' Willy Brokamp 0-1, 25' Wim Meijers 1-1, 72' Ruud Geels 1-2, 89' René Notten 1-3 |
| 12 oktober 1975 | Roda JC – SC Amersfoort      | 4 – 1 (1 – 0)              | 2' Dick Nanninga 1-0, 49' Dick Nanninga 2-0, 57' John Meuser 3-0, 59' Jaap van Pelt 3-1, 90' André Broeks 4-1 |
| 12 oktober 1975 | SVV – SC Heracles '74        | 3 – 1 n.v. (1 – 1) (0 – 0) | 52' Ton van Duiven 0-1, 81' Fred Meerhof 1-1, 109' Bart Kreft 2-1, 115' Robert Korengevel 3-1 |
| 12 oktober 1975 | FC Twente '65 – FC Utrecht   | 9 – 2 (4 – 1)              | 8' Eddy Achterberg 1-0, 9' Wim Temming 1-1, 9' Jan Jeuring 2-1, 31' Ab Gritter 3-1, 45' Frans Thijssen 4-1, 58' Hans Aabech 5-1, 64' Henk Wery (pen) 5-2, 66' Arnold Mühren 6-2, 72' Ab Gritter 7-2, 86' Frans Thijssen 8-2, 90' Hans Aabech 9-2 |
| 12 oktober 1975 | FC Vlaardingen '74 – Telstar | 1 – 4 (0 – 3)              | 3' Co Stout 0-1, 7' Co Stout 0-2, 39' Monne de Wit 0-3, 56' Frank Kramer 0-4, 67' Cees Bouman 1-4 |
| 12 oktober 1975 | Wageningen – Helmond Sport   | 3 – 0 (0 – 0)              | 52' Arno Wellerdieck 1-0, 74' Richard Budding 2-0, 88' Richard Budding 3-0 |

## Derde ronde
| Datum           | Wedstrijd                   | Uitslag                    | Scoreverloop |
| --------------- | --------------------------- | -------------------------- | --- |
| 7 december 1975 | FC Amsterdam – Ajax         | 1 – 3 (1 – 1)              | 6' Bjarne Petersen 1-0, 15' Ruud Geels (pen) 1-1, 60' Barry Hulshoff 1-2, 75' Ruud Geels 1-3                           |
| 7 december 1975 | AZ '67 – FC Twente '65      | 2 – 0 (0 – 0)              | 60' Sem Wokke 1-0, 79' Kees Kist 2-0                                                                                   |
| 7 december 1975 | Eindhoven – Wageningen      | 4 – 1 n.v. (1 – 1) (0 – 0) | 52' Jacques van der Pas 1-0, 89' Aart Ooms 1-1, 91' Huub Posthuma 2-1, 95' Huub Posthuma 3-1, 111' Anton Jacobs 4-1    |
| 7 december 1975 | Go Ahead Eagles – Feyenoord | 1 – 1 n.v. (1 – 1) (0 – 0) | 70' Theo de Jong 0-1, 85' Joško Gluić 1-1 Feyenoord wint na strafschoppen                                              |
| 7 december 1975 | De Graafschap – Haarlem     | 4 – 0 (0 – 0)              | 62' Dick Schoenaker 1-0, 63' Gerdo Hazelhekke 2-0, 70' Gerdo Hazelhekke 3-0, 89' Gerrie Kleton (e.d.) 4-0              |
| 7 december 1975 | PSV – FC Den Haag           | 3 – 2 (1 – 1)              | 27' Lex Schoenmaker 0-1, 31' Willy van der Kuijlen 1-1, 56' Harry Lubse 2-1, 71' Harry Lubse 3-1, 85' Aad Mansveld 3-2 |
| 7 december 1975 | Roda JC – Telstar           | 2 – 1 (0 – 0)              | 46' Johan Toonstra 1-0, 56' Dick Nanninga 2-0, 90' Co Stout 2-1                                                        |
| 7 december 1975 | SVV – PEC Zwolle            | 0 – 2 (0 – 1)              | 25' Ben Hendriks 0-1, 70' Jan Veenstra 0-2                                                                             |

## Kwartfinales
| Datum            | Wedstrijd           | Uitslag                    | Scoreverloop |
| ---------------- | ------------------- | -------------------------- | --- |
| 25 februari 1976 | PSV – De Graafschap | 8 – 1 (4 – 1)              | 3' Ralf Edström 1-0, 17' Ralf Edström 2-0, 30' Willy van der Kuijlen (pen) 3-0, 37' Guus Hiddink (pen) 3-1, 43' Jan Poortvliet 4-1, 48' Harry Lubse 5-1, 53' Willy van der Kuijlen 6-1, 64' René van de Kerkhof 7-1, 82' Harry Lubse 8-1 |
| 25 februari 1976 | Roda JC – Feyenoord | 3 – 2 n.v. (1 – 1) (0 – 0) | 51' Mladen Ramljak (e.d.) 1-0, 75' Theo de Jong 1-1, 96' Dick Nanninga 2-1, 105' Dick Nanninga 3-1, 114' Wim Jansen 3-2 |
| 29 februari 1976 | Eindhoven – AZ '67  | 2 – 0 (1 – 0)              | 42' Hans Bleijenberg 1-0, 46' Jacques van der Pas 2-0 |
| 29 februari 1976 | PEC Zwolle – Ajax   | 3 – 0 (1 – 0)              | 44' Yuri Banhoffer 1-0, 51' Klaas Drost 2-0, 57' Peter Gerards (pen) 3-0 |

## Halve finales
| Datum                        | Wedstrijd            | Uitslag       | Scoreverloop |
| ---------------------------- | -------------------- | ------------- | --- |
| 10 maart 1976 terrein PSV    | Eindhoven – PSV      | 1 – 8 (0 – 2) | 11' Willy van der Kuijlen 0-1, 28' Ralf Edström 0-2, 56' Willy van der Kuijlen 0-3, 70' Ralf Edström 0-4, 74' Willy van der Kuijlen 0-5, 75' Peter Dahlqvist 0-6, 76' Willy van der Kuijlen 0-7, 78' Willy van der Kuijlen 0-8, 86' Hans Bleijenberg 1-8 |
| 10 maart 1976 terrein N.E.C. | Roda JC – PEC Zwolle | 1 – 0 (0 – 0) | 88' Dick Nanninga 1-0 |

## Finale
|                                |                   |                     |         |                                                                                |
| 7 april 1976 Finale KNVB Beker | PSV               | 1 – 0 Na verlenging | Roda JC | Stadion Feijenoord, Rotterdam Toeschouwers: 32.760 Scheidsrechter: Henk Pijper |
| 7 april 1976 Finale KNVB Beker | Ralf Edström 102' |                     |         | Stadion Feijenoord, Rotterdam Toeschouwers: 32.760 Scheidsrechter: Henk Pijper |

| PSV            |  |                       |                           |
|                |  |                       |                           |
| DM             |  | Jan van Beveren       |                           |
|                |  | Kees Krijgh           |                           |
|                |  | Adrie van Kraaij      |                           |
|                |  | Huub Stevens          |                           |
|                |  | Gerrie Deijkers       |                           |
|                |  | Willy van de Kerkhof  |                           |
|                |  | Jan Poortvliet        |                           |
|                |  | Willy van der Kuijlen |                           |
|                |  | René van de Kerkhof   | Werd van het veld gehaald |
|                |  | Peter Dahlqvist       | Werd van het veld gehaald |
|                |  | Ralf Edström          |                           |
| Wisselspelers: |  |                       |                           |
|                |  | Nick Deacy            | Werd in het veld gebracht |
|                |  | Harry Lubse           | Werd in het veld gebracht |
| Trainer:       |  |                       |                           |
| Kees Rijvers   |  |                       |                           |

| Roda JC        |  |                    |                           |
|                |  |                    |                           |
| DM             |  | Bram Geilman       |                           |
|                |  | Peter de Wit       |                           |
|                |  | Sten Ziegler       |                           |
|                |  | John Pfeiffer      | Werd van het veld gehaald |
|                |  | Sjef Blatter       |                           |
|                |  | Dick Advocaat      |                           |
|                |  | André Broeks       |                           |
|                |  | John Meuser        |                           |
|                |  | Gerard van der Lem |                           |
|                |  | Dick Nanninga      |                           |
|                |  | Pierre Vermeulen   | Werd van het veld gehaald |
| Wisselspelers: |  |                    |                           |
|                |  | Jo Körver          | Werd in het veld gebracht |
|                |  | Johan Toonstra     | Werd in het veld gebracht |
| Trainer:       |  |                    |                           |
| Bert Jacobs    |  |                    |                           |

| KNVB Beker 1975/76 |
| ------------------ |
| PSV Derde titel    |